# Léonce de Constantinople
Pour les articles homonymes, voir Léonce.
Ne doit pas être confondu avec Léonce de Byzance ou Léonce de Jérusalem (moine).
Léonce de Constantinople (ou Leontius Constantinopolitanus) est un prêtre byzantin de seconde moitié du Ve siècle et de la première moitié du VIe siècle.

## Vie
Huit homélies ont été transmises sous son nom, mais d'autres sont sans doute de lui : on en conserverait au moins quatorze, soit les huit qui lui sont traditionnellement attribuées, 3 conservées à la fois sous son nom et sous un ou plusieurs autres, 3 transmises sous le nom de saint Jean Chrysostome.

## Œuvres
- (grc) Léonce de Constantinople, Cornelis Datema (Éditeur scientifique) et Pauline Allen (en) (Éditeur scientifique), Leontii presbyteri Constantinopolitani homiliae, Turnhout, Brepols, coll. « Corpus Christianorum / Series Graeca » (no 17), 1987, 470 p. (ISBN 2-503-40171-6, OCLC 408888323, BNF 36196054, SUDOC 005796644)